# Laskarina Bouboulina
Laskarina Bouboulina (Dhaskarina Pinoçi in arvanitico; Costantinopoli, 11 maggio 1771 – Spetses, 22 maggio 1825) è stata una patriota greca di etnia arvanita, oltre che, post-mortem, ammiraglio della Marina imperiale russa.

## Biografia

### Primi anni
Laskarina Bouboulina nacque il 23 maggio 1771 nelle prigioni di Costantinopoli, dove la madre, Skevo, appartenente alla comunità di arvaniti dell'isola di Idra, si era recata a visitare il marito, Stavriano Pinotsis, un capitano idriota imprigionato dai turchi per aver partecipato alla Rivolta Orlov del 1769 - 1770. Il padre morì poco dopo in prigionia e così la moglie con la figlia neonata ritornò nella sua isola natale; quattro anni dopo la sua nascita, nel 1775, la donna si risposò e con la piccola Laskarina lasciò Idra per trasferirsi con il secondo marito, che aveva otto figli, nell'isola di Spetses.
Qui la giovinetta si sposò per due volte: la prima volta con Dimitrios Yiannouzas, che morì lasciandole due figli maschi, la seconda con Dimitrios Bouboulis, un ricco armatore e capitano, da cui prese il cognome con cui divenne famosa. Dopo la morte del secondo marito, rimasto ucciso nel 1811 durante uno scontro con i pirati algerini, Laskarina Bouboulina ereditò tutto il suo patrimonio e prese in mano le attività commerciali del marito, gestendole con oculatezza. Ma nel 1816 le autorità turche cercarono di confiscarle i suoi beni, con il pretesto che Bouboulis aveva combattuto con la Russia durante la Guerra russo-turca del 1806 - 1812. Per scongiurare ciò, Bouboulina si recò a Costantinopoli, chiedendo la protezione dell'ambasciatore russo conte Pavel Strogonov, il quale, in riconoscimento dei servigi resi da Dimitrios Bouboulis alla Russia, la mandò al sicuro in Crimea, allora territorio dell'Impero zarista. Prima della partenza tuttavia, Laskarina chiese udienza alla madre del sultano ottomano Mahmud II, la quale, dopo averla ascoltata, convinse il figlio a lasciare alla donna greca tutto il suo patrimonio. In tal modo, dopo tre mesi di esilio in Crimea, Bouboulina poté tornare nella sua isola.

### La Guerra d'indipendenza greca
In seguito a questi fatti, ma anche mossa da spirito patriottico, Laskarina Bouboulina aderì, unico membro femminile, all'Eteria, l'associazione segreta patriottica greca che aveva lo scopo di liberare la penisola ellenica dal giogo turco. Di conseguenza, per combattere, come disse lei, per il bene della mia nazione, investì tutti i suoi averi in armi, munizioni, vettovaglie e imbarcazioni di guerra per gli insorti greci; l'esempio più vistoso fu il finanziamento per la costruzione dell' Agamennone, terminata nel 1820, la nave da guerra più grande degli indipendentisti, le cui dimensioni furono possibili corrompendo numerosi funzionari turchi. Ella stessa decise di prenderne il comando, armando anche una truppa di uomini originari di Spetses, servendosi delle sue fortune per procurar loro armi, cibo e munizioni.
Il 25 marzo 1821, allo scoppio della Guerra d'indipendenza greca, Laskarina Bouboulina innalzò sul pennone dell'Agamennone la bandiera greca, ricalcata sul modello di quella della dinastia imperiale bizantina dei Comneni; il 15 aprile il popolo dell'isola si ribellò, scacciando gli ottomani e costituendo una forza navale con imbarcazioni provenienti da altre isole greche. La comandante greca, raccolta una squadra navale di otto navi, navigò fino a Nauplia, operando intorno alla città un blocco navale che condusse la fortezza alla resa il 28 ottobre 1822. Successivamente, Bouboulina prese parte al blocco navale e alla caduta delle piazzeforti di Monemvasia e Pilo, mentre suo figlio, Yiannis Yiannouzas, morì nella battaglia di Argo, a fronte di un numero soverchiante di truppe ottomane. Giunse in tempo per assistere alla caduta di Tripoli, l'23 settembre 1821; durante la resa della guarnigione ottomana, Bouboulina si distinse per aver messo in salvo i membri femminili della famiglia del sultano. Nella città appena conquistata, la patriota greca incontrò il generale Theodoros Kolokotronis, combinando con lui il matrimonio dei loro figli, Elena Bouboulina e Panos Kolokotronis, avvenuto l'anno seguente. Quando poi scoppiò una guerra civile all'interno del movimento insurrezionale, nel 1824 Laskarina fu imprigionata per i suoi legami famigliari con l'allora deposto e imprigionato Kolokotronis, mentre suo figlio Panos veniva assassinato a Tripoli per ordine del direttivo rivoluzionario. Liberata ai primi mesi del 1825, la donna ritornò a Spetses, vivendo in ristrettezze economiche, visto che aveva usato tutto il suo patrimonio per aiutare la causa patriottica.

### La morte
Fu proprio nella sua amata isola che l'eroina greca finì tragicamente i suoi giorni. Il 2 giugno 1825, durante un diverbio con la famiglia di Christodoulos Koutsis, la cui figlia era scappata con il figlio di Bouboulina, Georgios Yiannouzas, mentre fronteggiava il capofamiglia con altri suoi famigliari armati dal balcone della sua casa, qualcuno si girò verso di lei e le sparò un colpo di pistola, che la colpì in piena fronte, uccidendola all'istante. L'assassino non fu mai identificato.

## Riconoscimenti
Dopo la morte, la marina imperiale russa la onorò concedendole il titolo di ammiraglio, una cosa impensabile per una donna del 1800. I suoi eredi donarono l'Agamennone al governo rivoluzionario greco, che la ribattezzò Spetsai, per continuare la lotta, divenendo il vascello di punta della Marina greca. Purtroppo fu incendiato nel corso della guerra civile, sorta tra il 1831 e il 1833, dal patriota Andreas Miaoulis, nel porto di Poros, insieme alla fregata Hellas e la corvetta Hydras. Le ossa di Laskarina Bouboulina sono sepolte nel piccolo museo dell'isola, ricavata dall'antica dimora del secondo marito, Dimitrios Bouboulis, dove i suoi discendenti vivono ancora. Una sua statua, invece, campeggia nel piccolo porticciolo di Diglié, nell'isola di Spetses.
Oggigiorno centinaia di vie e di strade in Grecia e a Cipro portano il suo nome, mentre il suo volto è stato presente sul recto della moneta da 1 dracma dal 1988 al 2001.
A lei è dedicata la fregata Bouboulina (F 463) della Classe Kortenaer in servizio nella Elliniko Polemikó Navtikó.